# Tumor odontogênico primordial
O tumor odontogênico primordial (TOP) é uma neoplasia odontogênica benigna mista ultrarrara, composta por tecido epitelial ameloblástico e tecido mesenquimal semelhante à papila dentária. É um tumor que foi recentemente classificado, e incluído na classificação de lesões odontogênicas de 2017 da OMS.

## Sinais e sintomas
O TOP pode se apresentar de forma assintomática mais raramente, mas também pode se causar tumefação óssea, reabsorção radicular dos dentes e expansão da cortical óssea.
O tumor odontogênico primordial pode ser classificado em três tipos a partir da sua localização:
- Tipo A (pericoronal): a maioria dos casos se apresenta como uma lesão pericoronal associada a um dente incluso, com uma relação dentígera;
- Tipo B: o tumor envolve completamente o dente;
- Tipo C: próximo à raiz do dente.

Uma porção significativa dos TOP está relacionada à dentição decídua ou mista, e em qualquer dentição, o tipo A é o mais comum.

## Aspectos radiológicos e histológicos
Radiograficamente, o TOP é uma lesão bem definida, unilocular radiolúcida, estando associada à raiz de um dente não irrompido, em sua forma mais comum (tipo A). Pode haver expansão da cortical óssea e reabsorção radicular dos dentes adjacentes em lesões maiores.
Histologicamente, o tumor odontogênico primordial é composto por um componente mesenquimal fibroso mixoide semelhante à papila dentária, completamente recoberto por um epitélio cuboidal a colunar semelhante aos ameloblastos do órgão do esmalte.

## Causas
O nome de tumor odontogênico primordial foi sugerido pela sua localização, bem como pelo processo odontogênico que sugerem que essa lesão pode se originar dos estágios iniciais da odontogênese, em especial a fase de capuz e fase de campânula inicial.

## Epidemiologia
O TOP ainda é um tumor novo e muito raro, com menos de 30 casos relatados na literatura.
O tumor afeta mais frequentemente a mandíbula (87,5% dos casos), e a idade mediana dos pacientes é de 11,3 anos.  Apesar de mais da metade (56,25%) dos casos ocorrerem na dentição permanente, uma porção significativa afeta a dentição decídua (31,25%) ou mista (12,5%).

## Diagnóstico
O diagnóstico do TOP se dá pelo exame clínico, radiográfico e anatomopatológico. Além da coloração usual de hematoxilina-eosina, técnicas de imuno-histoquímica podem ser utilizadas para auxiliar no diagnóstico:
- Tecido mesenquimal: positivo para vimentina;
- Tecido epitelial: positivo para CK AE1/AE3, CK5, CK14, C19, negativo para CK18 e CK20.

O tumor possui um índice de proliferação (Ki67) muito baixo, de <2%.

## Prognóstico e tratamento
O prognóstico do TOP é excelente. De todos os casos reportados na literatura, apenas um teve recidiva, e normalmente o tratamento inclui a enucleação do tumor e extração do dente envolvido. Por ser um tumor pseudoencapsulado por tecido fibroso ou revestido por epitélio colunar, ele possui bordas bem delimitadas que facilitam sua remoção e o delimitam claramente do tecido adjacente.